# 1533 Saimaa
1533 Saimaa este un asteroid din centura principală, descoperit pe 19 ianuarie 1939, de Yrjö Väisälä.